# Pedro Brugada

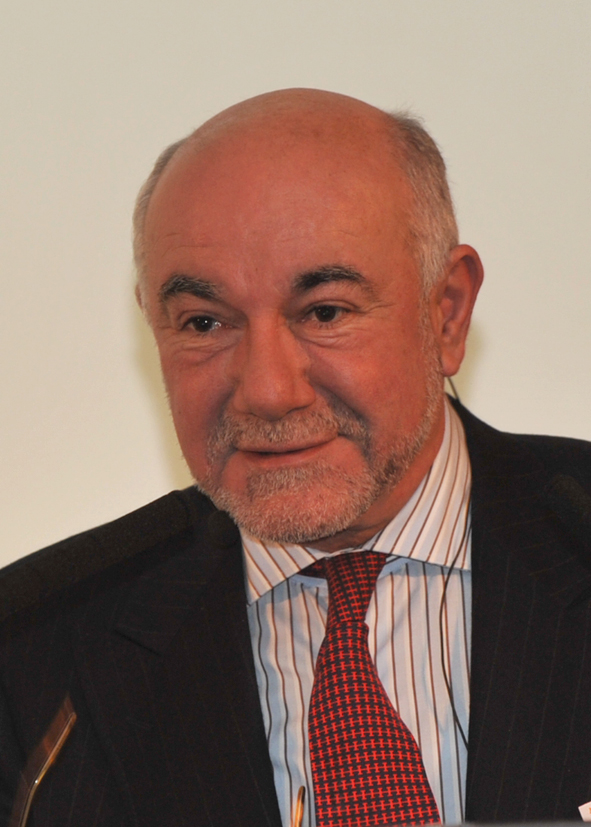
Pedro Brugada

Pedro Brugada Terradellas (Girona, 11 augustus 1952) is een Spaans-Belgisch cardioloog. Samen met zijn broers Josep en Ramon is hij een van de naamgevers van het syndroom van Brugada, een zeldzame en meestal erfelijke ziekte van het hart, die bij schijnbaar gezonde mensen tot een plotse dood door ventrikelfibrilleren kan leiden. Dit gebeurt meestal bij jongvolwassenen.

## Biografie
Pedro Brugada is de oudste van vier kinderen van Ramón Brugada en Pepita Terradellas. Hij studeerde geneeskunde aan de Universiteit van Barcelona en volgde een opleiding cardiologie in het academisch ziekenhuis van Barcelona. Hij werkte aan het Hospital Sant Pau i Santa Tecla, aan de Universiteit Maastricht en aan het Onze-Lieve-Vrouwziekenhuis te Aalst. Sinds 1 januari 2007 is hij verbonden aan het Universitair Ziekenhuis Brussel. Hij combineert die betrekking met een praktijk in Aalst.

## Het syndroom van Brugada
In 1992 beschreven de gebroeders Brugada acht patiënten die na een hartstilstand met succes werden gereanimeerd en die bij een elektrocardiogram geen enkel teken van hart- en vaatziekten vertoonden, behalve een afwijkend rechterbundeltakblok. De oorzaak van het syndroom was op dat moment niet duidelijk.

## Hartscreening bij twaalfjarigen
Pedro Brugada screende in 2010 een vierhonderdtal jeugdvoetballers bij Eendracht Aalst op aangeboren hartafwijkingen.
Vanaf 1 januari 2013 wilde hij alle twaalfjarigen op hartproblemen screenen. Daarmee wil hij plotse sterfgevallen van onder anderen jonge sporters vermijden.

## Anti-rook
Ex-roker Pedro Brugada is ook bekend om zijn scherpe kritiek op het Belgische beleid met betrekking tot tabaksverslaving en op rokers zelf. Zo is hij voorstander van een totaal rookverbod overal (ook in de huiskamer) en stelt hij voor dat de gemeenschap bepaalde medische ingrepen bij rokers niet langer terugbetaalt. "Want de ziektes die ze krijgen, kunnen ze voorkomen door te stoppen met roken".

## Erkenning
Op 25 augustus 2012 ontving Brugada in München de gouden medaille van de European Society of Cardiology (ESC) ofwel de Europese Cardiologische Vereniging. 
In 2017 ontving hij de Luigi Luciani Electrophysiology Award. In 2018 ontving hij een Groot Ereteken van de Vlaamse Gemeenschap.

## Politiek
Brugada nam voor de Open Vld met succes deel aan de Belgische gemeenteraadsverkiezingen 2012 in de Oost-Vlaamse gemeente Lede. Hij is waarnemend voorzitter van het OCMW in Lede. Bij de Europese verkiezingen van 2014 stond hij op de voorlaatste plaats op de opvolgerslijst van Open Vld. Voor de lokale verkiezingen van 2018 stond hij op de Oostendse Open Vld-lijst, maar hij werd niet verkozen.
- Bibliothèque nationale de France: cb123928909 (data)
- CiNii: DA05168174
- International Standard Name Identifier: 0000 0001 1566 6102
- Library of Congress Control Number: n86014290
- Bibliotheek van het Japanse parlement: 001115689
- Nationale Bibliotheek van Tsjechië: xx0273155
- Nationale Bibliotheek van Israël: 987007324502505171
- Nederlandse Thesaurus van Auteursnamen: 072781920
- ORCID: 0000-0003-3172-6106
- Système universitaire de documentation: 033019479
- Virtual International Authority File: 34541609
- WorldCat: E39PBJmpdbgB89jFXj4bjD8grq